# Repyovka (Vorónezh)
Repyovka (ruso: Репьёвка) es un asentamiento rural y pueblo (seló) de Rusia, capital del raión homónimo en la óblast de Vorónezh.
En 2021, el territorio del asentamiento tenía una población de 5493 habitantes, de los cuales 5401 vivían en el propio pueblo y el resto en su única pedanía habitada, el jútor de Drákino. El territorio del asentamiento incluye un segundo jútor llamado Vérjniaya Mélnitsa, actualmente despoblado.
Se ubica unos 100 km al suroeste de Vorónezh, junto al límite con la óblast de Bélgorod.

## Historia
Fue fundado en 1757 como una slobodá habitada por ucranianos, en tierras del kniaz Piotr Ivánovich Repnin, del que tomó el topónimo "Petróvskaya Slobodá" (Петровская слобода). Los posteriores propietarios cambiaron el topónimo a "Repyóvskaya Slobodá" (Репьёвская слобода), que es como los habitantes solían llamar a la localidad. Con el tiempo pasó a ser el centro administrativo de su propia vólost, en el uyezd de Korotoyak de la gobernación de Vorónezh. La Unión Soviética le dio el estatus de capital distrital en 1928, cuando se definieron los raiones de la óblast de Chernozem Central. El raión fue suprimido en 1963, integrándose en el vecino raión de Ostrogozhsk; cuando se restauró el raión de Repyovka en 1965, se alteró el estatus de la localidad, que formalmente pasó de ser una slobodá a un pueblo.